# Itarō Nakajima
Itarō Nakajima (jap. 中島亥太郎 Nakajima Itarō; ur. 13 marca 1911 w Gotenbie, zm. 20 maja 1993) – japoński lekkoatleta, sprinter.
W 1930 został złotym medalistą Igrzysk Dalekowschodnich na 400 m z czasem 49,2 s.
W 1932 wystartował na igrzyskach olimpijskich, na których wystąpił w biegu na 200 m oraz w sztafetach 4 × 100 i 4 × 400 m. W pierwszej rundzie biegu na 200 m Japończyk był 1. w swoim biegu eliminacyjnym z czasem 22,2 s i przeszedł do ćwierćfinału. Tam odpadł z rywalizacji, zajmując 4. miejsce w swoim biegu z czasem 21,9 s. Zarówno sztafeta 4 × 100, jak i 4 × 400 m w składzie z Nakajimą zakończyła zmagania na 5. pozycji. Sztafeta 4 × 100 w finale uzyskała czas 41,3 s, wcześniej plasując się na 2. miejscu w swoim biegu pierwszej rundy z czasem 41,8 s, z kolei drużyna biegnąca na czterokrotnie dłuższym dystansie w finale uzyskała czas 3:14,6 s, wcześniej zajmując 1. pozycję w swoim biegu pierwszej rundy z czasem 3:16,8 s.